# Patricia Rodríguez (friidrottare)
Patricia Rodríguez, född 25 oktober 1970, är en friidrottare från Colombia. Hon deltog vid olympiska sommarspelen 1996 och olympiska sommarspelen 2004.